# Тетовске новине
„Тетовске новине“ (на сръбски: Тетовске новине, в превод Тетовски новини) е сръбски вестник, излизал в Тетово, Кралство Югославия.
Вестникът започва да излиза в 1934 година. Редактори са му Виктор Ачимович и Борис Атков. Подзаглавието му е Независан задружно привредно књижевни лист (Независим задружно стопански книжовен вестник). Излизат десет броя. Първият брой на вестника е забранен поради съмнения в призиви за бунт и позитивно отношение към комунизма. Третият брой също е забранен. В петия брой, от 6 декември 1934 година се отправя призив за подкрепа на Югославската народна партия.
На 23 февруари 1935 година вестникът е забранен заради призив към селяните да не плащат данъци.